# جورما ليممونين
جورما ليممونين (بالفنلندية: Jorma Limmonen)‏ (29 سبتمبر 1934 – 27 نوفمبر 2012) هو ملاكم فنلندي راحل، مثّل بلاده في الألعاب الأولمبية الصيفية 1960 وحقق الميدالية الفضية في فئة وزن الريشة.

## روابط خارجية
جورما ليممونين على موقع أوليمبيديا (الإنجليزية)